# ボーソー油脂
ボーソー油脂株式会社（ぼーそーゆし）は、油脂、飼料、石鹸メーカー。昭和産業のグループ企業である。

## 概要
業務用こめ油の製造ではトップシェア。コーン油、ナタネ油、パーム油などの植物性食用油の製造販売、副産物からの石鹸製造も行っている。2013年3月期の連結売上構成は油脂部門75.5%、油粕部門20.2%、石けん・化粧品部門3.3%、その他1.0%となっている。
2020年7月、昭和産業による公開買付に伴い、同社の連結子会社となった。

## 沿革
- 1947年（昭和22年）12月 - 房総油脂工業株式会社として千葉県船橋市で設立。
- 1954年（昭和29年）11月 - 本社を東京都中央区に移転。
- 1959年（昭和34年）2月 - 新潟県長岡市に長岡油糧株式会社を設立。
- 1960年（昭和35年）7月 - ボーソー油脂株式会社に改称。
- 1961年（昭和36年）10月 - 東京証券取引所第2部に上場。
- 1969年（昭和44年）10月 - 神奈川県平塚市にクミアイ油脂株式会社を設立。
- 1971年（昭和46年）8月 - 東京都中央区にムサシ油脂株式会社を設立。
- 1977年（昭和52年）6月 - 鹿児島県鹿児島市に南日本コメ油株式会社を設立。
- 2004年（平成16年）6月 - 東京油脂工業株式会社の株式取得。
- 2020年（令和2年）
  - 7月 - 公開買付により昭和産業の連結子会社となる。
  - 9月25日 - 東京証券取引所第2部上場廃止。
  - 9月29日 - 株式併合により、昭和産業の完全子会社となる。

## 工場
- 船橋工場（千葉県船橋市）
- 千葉工場（千葉市稲毛区）

## 関係会社

### 連結子会社
- 長岡油糧（新潟県長岡市）（植物油脂・飼料の製造・販売）
- クミアイ油脂（神奈川県平塚市）（せっけん・油脂の製造・販売）
- ムサシ油脂（東京都中央区）（植物油脂・油粕の製造・販売）
- 南日本コメ油（鹿児島県鹿児島市）（植物油脂・油粕の製造・販売）
- 東京油脂工業（東京都江戸川区）（植物油脂・油粕の製造・販売）